# Zhang Ridong
Zhang Ridong (chiń. upr. 张日东; ur. 23 lutego 1994) – chiński zapaśnik walczący w stylu klasycznym. Zajął siedemnaste miejsce na mistrzostwach świata w 2016. Brązowy medalista mistrzostw Azji w 2014, 2015 i 2016. Wicemistrz halowych igrzysk azjatyckich w 2017 roku.